# Inductieverhitting

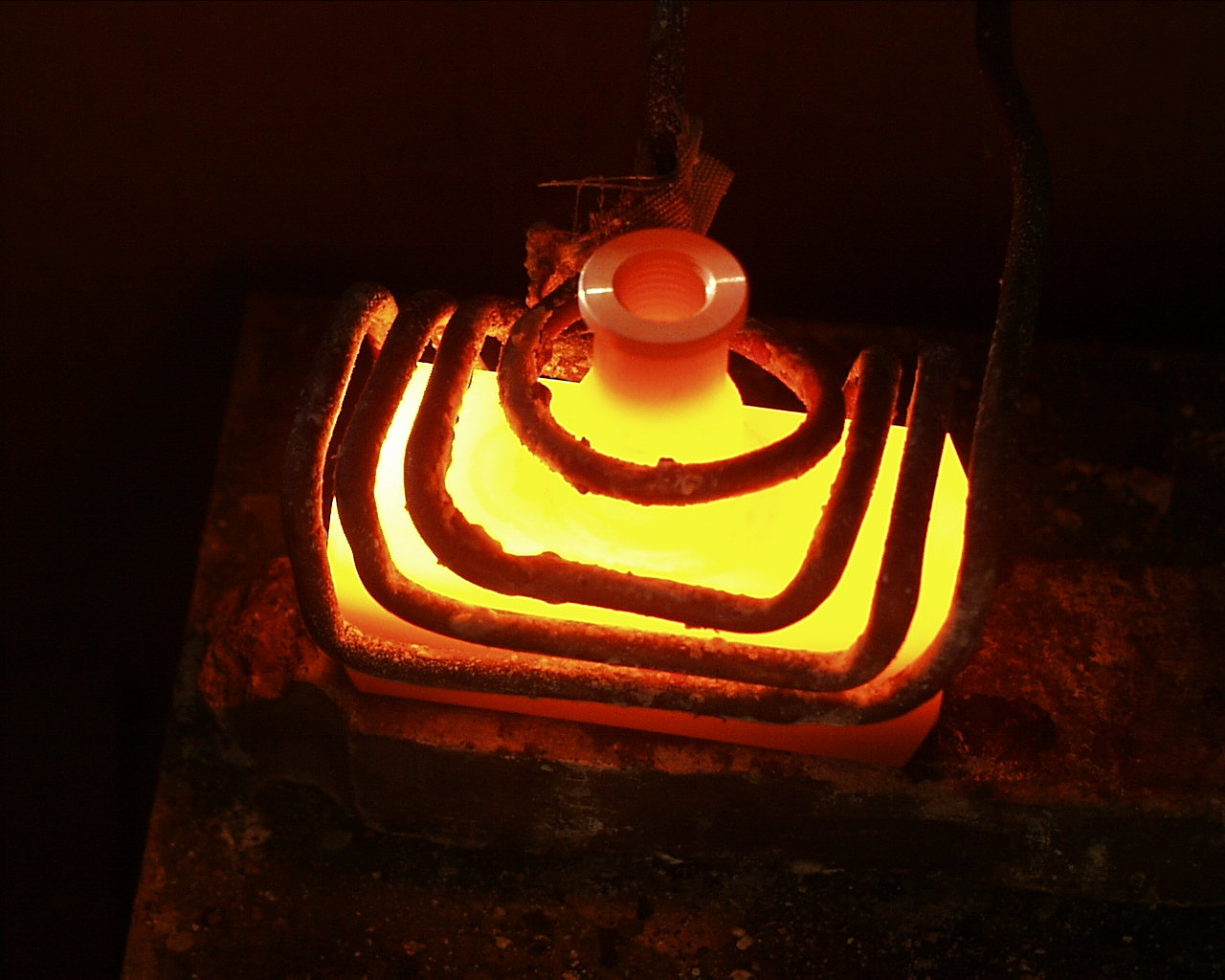
Inductieverwarming

Inductieverhitting is een methode om een elektrisch geleidend voorwerp te verhitten door middel van een in het voorwerp geïnduceerde elektrische stroom. Inductieverhitting is een snelle, contact- en vlamloze manier van verwarmen. Om het voorwerp te verhitten wordt een uitwendig magnetisch wisselveld gegenereerd door een spoel waar een  (hoogfrequente) wisselstroom doorheen loopt. Dit uitwendig magnetische wisselveld doet wervelstromen in het voorwerp ontstaan, beschreven door de inductiewet van Faraday. Het verschijnsel dat er warmte in een weerstand vrijkomt als er een elektrische stroom (wervelstromen in dit geval) doorheen loopt wordt het joule-effect genoemd. Hoe diep de warmte het voorwerp binnendringt hangt van de frequentie en het materiaal af. Lage frequenties (5 tot 30 kHz) dringen diep de materialen binnen. Hoge frequenties leiden tot een minder diepe penetratie in geleidende materialen, maar veroorzaken wel een sterkere verhitting, vooral aan de oppervlakken van het voorwerp, als gevolg van het skineffect. Daarnaast kunnen magnetische voorwerpen ook nog voor hystereseverhitting zorgen, waardoor het voorwerp nog sneller verhit wordt.

## Toepassingen
Inductieverhitting vindt vele verschillende toepassingen in allerlei takken van industrie. Met inductieverhitting worden producten geseald, gesmeed, gehard en gesoldeerd (hard en zacht). De bekendste manier van inductieverhitting is inductiekoken.
Inductieverhitting kan worden toegepast op heel grote voorwerpen, maar ook op heel kleine schaal (nanodeeltjes).

## Benodigdheden
Om voorwerpen met inductie te verwarmen is een installatie nodig voor het opwekken van het magnetische veld van de geschikte frequentie.